# NGC 296
NGC 296 es una galaxia espiral barrada de la constelación de Piscis. 
Fue descubierta el 12 de septiembre de 1784 por el astrónomo William Herschel.